# Ivan Wahlberg

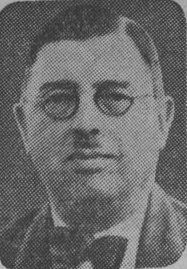
Ivar Wahlberg.jpg

Ivan Albert Wahlberg, född 4 januari 1890 i Malmö, död där 16 november 1957, var en svensk arkitekt. Han var far till John Wahlberg.
Wahlberg, som var son till byggmästare Jöns Wahlberg och Betty Andersson, avlade studentexamen i Malmö 1909, utexaminerades från Kungliga Tekniska högskolan 1913 och bedrev därefter egen arkitektverksamhet. Han företog studieresor till Tyskland 1913–1914, USA 1920–1921 samt Storbritannien och Frankrike 1932. Han var verksam som arkitekt och byggmästare i Malmö från 1926 till sin död. Han ritade bland annat Stadt Hamburg 13 i Malmö (1935).